# گوون کیراچ
گووَن کیراچ (انگلیسی: Güven Kıraç؛ زادهٔ ۵ آوریل ۱۹۶۰) هنرپیشه اهل کشور ترکیه است.

## قسمتی از فیلمشناسی
- در مقابل دیوار -۲۰۰۴
- امتحان -۲۰۰۶
- لبه بهشت -۲۰۰۷
- گربه بد -۲۰۱۶